# Kevin Knox
Kevin Devon Knox II (Phoenix, Arizona, 11 de agosto de 1999) es un baloncestista estadounidense que pertenece a al plantilla de los Golden State Warriors de la NBA. Con 2,01 metros de estatura, juega en la posición de alero.

## Trayectoria deportiva

### Instituto
Knox asistió en su etapa de instituto al Tampa Catholic High School de Tampa, Florida. En su temporada júnior promedió 30,1 puntos, 11,2 rebotes y 2,4 asistencias, llevando a los Crusaders a los campeonatos regionales y de distrito. Ya en su temporada sénior promedió 28,5 puntos y 11,3 rebotes.
Fue elegido para diputar los prestigiosos McDonald's All-American Game, y el Jordan Brand Classic.

### Universidad
Jugó una temporada con los Wildcats de la Universidad de Kentucky, en la que promedió 15,6 puntos, 5,4 rebotes y 1,4 asistencias por partido. Fue incluido en los mejores quintetos freshman y absoluto de la Southeastern Conference, siendo elegido además novato del año.
El 6 de abril de 2018 anunció que renunciaba al resto de su carrera universitaria para entrar en el Draft de la NBA.

#### Estadísticas
| Año     | Equipo   | PJ | PT | MPP  | %TC  | %3P  | %TL  | RPP | APP | ROB | TPP | PPP  |
| ------- | -------- | -- | -- | ---- | ---- | ---- | ---- | --- | --- | --- | --- | ---- |
| 2017–18 | Kentucky | 37 | 37 | 32.4 | .447 | .341 | .774 | 5.4 | 1.4 | 0.8 | 0.3 | 15.6 |

### Profesional
Fue elegido en la novena posición del Draft de la NBA de 2018 por los New York Knicks. El sábado 1 de diciembre de ese mismo año firmó el máximo de carrera hasta ahora con 26 puntos, acompañados de 4 asistencias y 4 rebotes en la victoria sobre Milwaukee Bucks 136-134 en el tiempo extra.
Durante su cuarto año en Nueva York, el 13 de enero de 2022, es traspasado a Atlanta Hawks a cambio de Cam Reddish y Solomon Hill.
El 1 de julio de 2022 firma como agente libre un contrato por 3 años y $37 millones con Detroit Pistons.
El 9 de febrero de 2023 es traspasado a Portland Trail Blazers, en un intercambio entre cuatro equipos. Fue cortado dos días antes del comienzo de la temporada 2023-24. El 8 de noviembre firmó un contrato para regresar a los Detroit Pistons por el resto de la temporada.
El 8 de febrero de 2024 es traspasado a Utah Jazz a cambio de Simone Fontecchio, pero fue despedido al día siguiente.
Disputa la pretemporada con Golden State Warriors, y firma por una temporada el 25 de septiembre de 2024. Pero el 19 de octubre es cortado antes del inicio de la temporada. El 28 de octubre se incorporó a su filial, los Santa Cruz Warriors. Después de promediar 21,8 puntos, 8 rebotes y 2,4 asistencias en 28 partidos con Santa Cruz, el 19 de febrero de 2025 firmó con los Golden State Warriors un contrato de 10 días. El 22 de marzo de 2025 los Warriors le firmaron un contrato por el resto de la temporada 2024-25 de la NBA.

## Estadísticas de su carrera en la NBA

### Temporada regular
| Año     | Equipo       | PJ  | PT | MPP  | %TC  | %3P  | %TL  | RPP | APP | ROB | TPP | PPP  |
| ------- | ------------ | --- | -- | ---- | ---- | ---- | ---- | --- | --- | --- | --- | ---- |
| 2018-19 | New York     | 75  | 57 | 28.8 | .370 | .343 | .717 | 4.5 | 1.1 | .6  | .3  | 12.8 |
| 2019-20 | New York     | 65  | 4  | 17.9 | .359 | .327 | .653 | 2.8 | .9  | .4  | .4  | 6.4  |
| 2020-21 | New York     | 42  | 0  | 11.0 | .392 | .393 | .800 | 1.5 | .5  | .3  | .1  | 3.9  |
| 2021-22 | New York     | 13  | 0  | 8.5  | .375 | .357 | .700 | 1.7 | .2  | .2  | .1  | 3.6  |
| 2021-22 | Atlanta      | 17  | 0  | 6.5  | .356 | .192 | .750 | 1.3 | .4  | .1  | .1  | 2.7  |
| 2022-23 | Detroit      | 42  | 1  | 14.1 | .469 | .371 | .788 | 2.6 | .4  | .3  | .3  | 5.6  |
| 2022-23 | Portland     | 21  | 4  | 17.1 | .444 | .314 | .741 | 3.3 | .9  | .5  | .0  | 8.5  |
| 2023-24 | Detroit      | 31  | 11 | 18.1 | .462 | .330 | .909 | 2.4 | .7  | .4  | .2  | 7.2  |
| 2024-25 | Golden State | 14  | 0  | 5.0  | .500 | .267 | .750 | 1.2 | .4  | .1  | .3  | 3.3  |
| Total   | Total        | 320 | 77 | 17.5 | .393 | .340 | .723 | 2.8 | .7  | .4  | .3  | 7.3  |

### Playoffs
| Año   | Equipo       | PJ | PT | MPP | %TC  | %3P  | %TL   | RPP | APP | ROB | TPP | PPP  |
| ----- | ------------ | -- | -- | --- | ---- | ---- | ----- | --- | --- | --- | --- | ---- |
| 2021  | New York     | 1  | 0  | 4.0 | —    | —    | 1.000 | 1.0 | 1.0 | .0  | 1.0 | 2.0  |
| 2022  | Atlanta      | 2  | 0  | 4.5 | .636 | .600 | 1.000 | 1.0 | .0  | 1.0 | .0  | 11.0 |
| 2025  | Golden State | 5  | 0  | 7.6 | .400 | .167 | .800  | 1.4 | .8  | .0  | .1  | 4.2  |
| Total | Total        | 8  | 0  | 6.4 | .484 | .438 | .889  | 1.3 | .6  | .3  | .3  | 5.6  |

### Redes sociales
- Kevin Knox en Instagram
- Kevin Knox en X (antes Twitter)

- Datos: Q27919944
- Multimedia: Kevin Knox (basketball) / Q27919944